# 混合泳
混合泳，是四种不同游泳姿势的组合，比赛中分為由一名运动员完成的个人混合泳，或由四名运动员組成的混合泳接力。自由泳部分必須使用蝶泳、仰泳和蛙泳之外的任何泳姿，多数游泳运动员使用捷泳。

## 个人混合泳
个人混合泳是指一名游泳运动员在一次比赛中用四种不同姿势游完相同的距离。

### 泳姿次序
个人混合泳包括四种姿势。一般每种泳姿游总距离的1/4，个人混合泳以下面的顺序：
1. 蝶泳
2. 仰泳
3. 蛙泳
4. 自由泳

## 混合泳接力
混合泳接力由四名不同的运动员完成接力，每一名运动员游一种姿势。

### 泳姿次序
仰泳是第一个入水姿势（因仰泳的出發是在水中，若被排在後面的次序，接力時會和游近的隊員碰撞）。其他泳姿以快慢的顺序（最慢的蛙泳在前，最快的自由泳在后）。混合泳接力以下面的顺序：
1. 仰泳
2. 蛙泳
3. 蝶泳
4. 自由泳

## 世界纪录
男子
| 世界纪录 | 200米个人混合泳 | 莱昂·马尔尚 法国 | 1分52秒69 | 新加坡   | 2025年7月30日 |
| 世界纪录 | 400米个人混合泳 | 莱昂·马尔尚 法国 | 4分02秒50 | 日本福冈 | 2023年7月23日 |

女子
| 世界纪录 | 200米个人混合泳 | 加拿大 萨默·麦金托什 加拿大 | 2分05秒70 | 加拿大維多利亞 | 2025年6月9日  |
| 世界纪录 | 400米个人混合泳 | 加拿大 萨默·麦金托什 加拿大 | 4分23秒65 | 加拿大維多利亞 | 2025年6月11日 |

## 外部連結
- 國際游泳聯合會《游泳規則》 （页面存档备份，存于）